# Francesco Caggiani
Francesco Caggiani (Pomarico, 18 dicembre 1895 – Novavilla, 26 ottobre 1916) è stato un militare italiano, decorato con la medaglia d'oro al valor militare.

## Biografia
Francesco Caggiani nacque a Pomarico il 18 dicembre 1895 da Giuseppe Arcangelo, economo al Comune e da Aurora Giordano, di antica famiglia pomaricana, che morì tre anni dopo la sua nascita. Tra gli antenati paterni, si distinsero il nonno Francesco che esercitò la professione di notaio e fu capitano delle guardie nobili della Casa Borbonica, mentre il bisnonno Filippo, anch'egli notaio, partecipò ai moti carbonari del 1820-21.

### La Grande Guerra
Nonostante la sua giovane età, durante il periodo della guerra italo-turca divenne interventista convinto e a 19 anni, dopo lunghe insistenze, ottenne dal padre il consenso di arruolarsi volontario nell'esercito, venendo assegnato al 9º Reggimento fanteria. Ammesso a frequentare il corso per allievi sottufficiali, nel marzo 1915 conseguì il grado di sergente; il 24 maggio dello stesso anno prese parte alla prima guerra mondiale.
In tutte le lettere inviate al padre e agli amici parlava della sua gioia di servire la Patria in guerra e, alle raccomandazioni del padre e delle sorelle di essere accorto, rispondeva che oramai era abituato alla vita di trincea e ai pericoli dei combattimenti.
Nel settembre 1915, in una trincea del Carso, si ammalò di polmonite e pleurite e rimase ricoverato in ospedale per quasi un mese; poi fu inviato in licenza di convalescenza per 60 giorni a Pomarico. Prima che questa scadesse, chiese di tornare in trincea, sebbene per la malattia subita potesse essere destinato ai servizi sedentari. All'amico Francesco Fiore, in partenza da Pomarico, rivolse un saluto dicendo: "Ci rivedremo sul Carso". Al termine della convalescenza, rientrò in servizio a Macerata e fu assegnato all'addestramento delle nuove reclute; dopo qualche mese chiese insistentemente al Comando di tornare in linea. Ai primi di giugno 1916 tornò in prima linea assegnato alla 10ª Compagnia del 156º Reggimento fanteria di stanza a Monfalcone.
Nel mese di agosto, scattato all'assalto di una posizione nemica con il suo reparto, vide cadere l'ufficiale comandante colpito a morte e tutti gli altri ufficiali che lo avevano man mano sostituito. La Compagnia, rimasta senza ufficiali, tentennò, ma davanti a tutti si pose Caggiani che, incitando il reparto e dando l'esempio rianimò i superstiti e si lanciò all'attacco della posizione nemica. L'assalto della Compagnia fu così efficace che il nemico indietreggiò sconfitto. Per questa azione fu decorato con Medaglia d'argento al valor militare.
Il 30 agosto scrisse a suo padre augurandosi di star bene solo "per poter compiere tutto intero il mio dovere di cittadino e di soldato per la difesa dei diritti della nostra cara Patria […] sappiate che ognuno di noi ha un destino, se il mio è quello che voi non desiderate, vi raccomando di essere forte". Il 26 ottobre, nell'azione di Nova Vas, che già era costata numerose perdite, Caggiani balzò fuori dalla trincea per incoraggiare tutti gli uomini della Compagnia a seguirlo nell'attacco. Nonostante il fuoco nemico, continuò nell'incitamento fino a quando un proiettile non lo uccise, all'età di appena 21 anni. In sua memoria gli fu assegnata la Medaglia d’argento al valore militare.

### Le cerimonie dopo la sua morte
Alla fine della guerra, la salma, dal Vallone presso le case Ferleti dove provvisoriamente venne inumata, fu trasferita al sacrario militare di Redipuglia dove la famiglia ne chiese successivamente il rimpatrio a Pomarico. Ciò avvenne il 18 settembre 1923, mentre il giorno 20 le furono tributate solenni onoranze con l'intervento di autorità provinciali e di un plotone del 29º Reggimento fanteria di stanza a Potenza e dell'intera popolazione. La salma fu portata a spalla da ufficiali in congedo e dallo stesso tenente che comandava il reparto di fanteria, venuto a rendere gli onori militari.
Pomarico volle in sua memoria intitolargli una strada cittadina, mentre nel 1955 attribuì il nome di Francesco Caggiani alla Scuola Elementare con una cerimonia solenne riportata anche sul numero 139 de "Il Mattino" del 20 maggio 1955. La lapide nella cappella di famiglia riporta la dicitura: "Col tesoro delle tue virtù sergente Francesco Caggiani si eterni in questo marmo il mio paterno affetto più ardente del bacio col quale la patria riconoscente sublimò sul campo della gloria l'olocausto della tua vita. Pomarico, 18 dicembre 1895 - Nova Vas, 26 ottobre 1916".
Il 5 maggio 1996, col patrocinio dell'Amministrazione Provinciale e dell'Amministrazione Comunale di Pomarico, ci fu una solenne cerimonia in memoria di Francesco Caggiani e dei caduti in guerra della provincia di Matera davanti al monumento dei Caduti, alla presenza di autorità civili e militari.